# Batalla de Champaubert
La batalla de Champaubert fue un combate abierto de la Campaña de los Seis Días que tuvo lugar el 10 de febrero de 1814, y que dio como resultado la victoria francesa estando al mando Napoleón Bonaparte contra los rusos y prusianos del general Olsufiev.
La batalla de Champaubert fue una de las pocas veces en años que Francia pudo luchar en el campo de batalla con una superioridad numérica considerable. Napoleón Bonaparte se dirigió contra el ejército prusiano con la esperanza de reducirlo poco a poco en una serie de batallas y el 10 de febrero alcanzó a los 5000 soldados rusos de General Olsufiev justo al sur de Champaubert.

## Antecedentes

### Persecución aliada
El 1 de febrero de 1814, el mariscal de campo prusiano Gebhard Leberecht von Blücher con 80.000 tropas aliadas de su propio ejército de Silesia y el ejército de Bohemia del mariscal de campo austríaco Karl Philipp, príncipe de Schwarzenberg derrotó a Napoleón y 45.000 soldados franceses en la Batalla de La Rothière. Este revés sacudió seriamente la moral del ejército francés. Cada bando sufrió unas 6000 bajas, pero los aliados capturaron entre 50 y 60 piezas de artillería. Los aliados estaban encantados con su victoria, aunque podría haber sido más completa si todas sus reservas se hubieran comprometido en la batalla. En ese momento, los generales aliados tomaron la cuestionable decisión para separar sus ejércitos. El ejército de Blücher avanzaría desde Châlons-sur-Marne hacia Meaux mientras que el ejército de Schwarzenberg operaba en una ruta más al sur desde Troyes hacia París.
El 3 de febrero, el ejército de Napoleón llegó a Troyes después de romper por completo el contacto con los aliados el día anterior. El 4 de febrero, Schwarzenberg le escribió a su colega Blücher que se estaba moviendo más al sur para girar el flanco derecho de Napoleón. Al día siguiente, el general ruso Michael Andreas Barclay de Tolly ordenó a la fuerza de exploración de Alexander Nikitich Seslavin desde el flanco derecho de Schwarzenberg hacia el flanco izquierdo sin notificar a Blücher. Dado que el mariscal de campo prusiano no tenía un oficial de enlace con la fuerza de Seslavin, no se dio cuenta de que nadie estaba vigilando las fuerzas francesas en el espacio de su flanco izquierdo. También el 5 de febrero, Napoleón decidió abandonar Troyes y retroceder a Nogent-sur-Seine. Planeaba contener a Schwarzenberg con parte de su ejército mientras atacaba a Blücher.

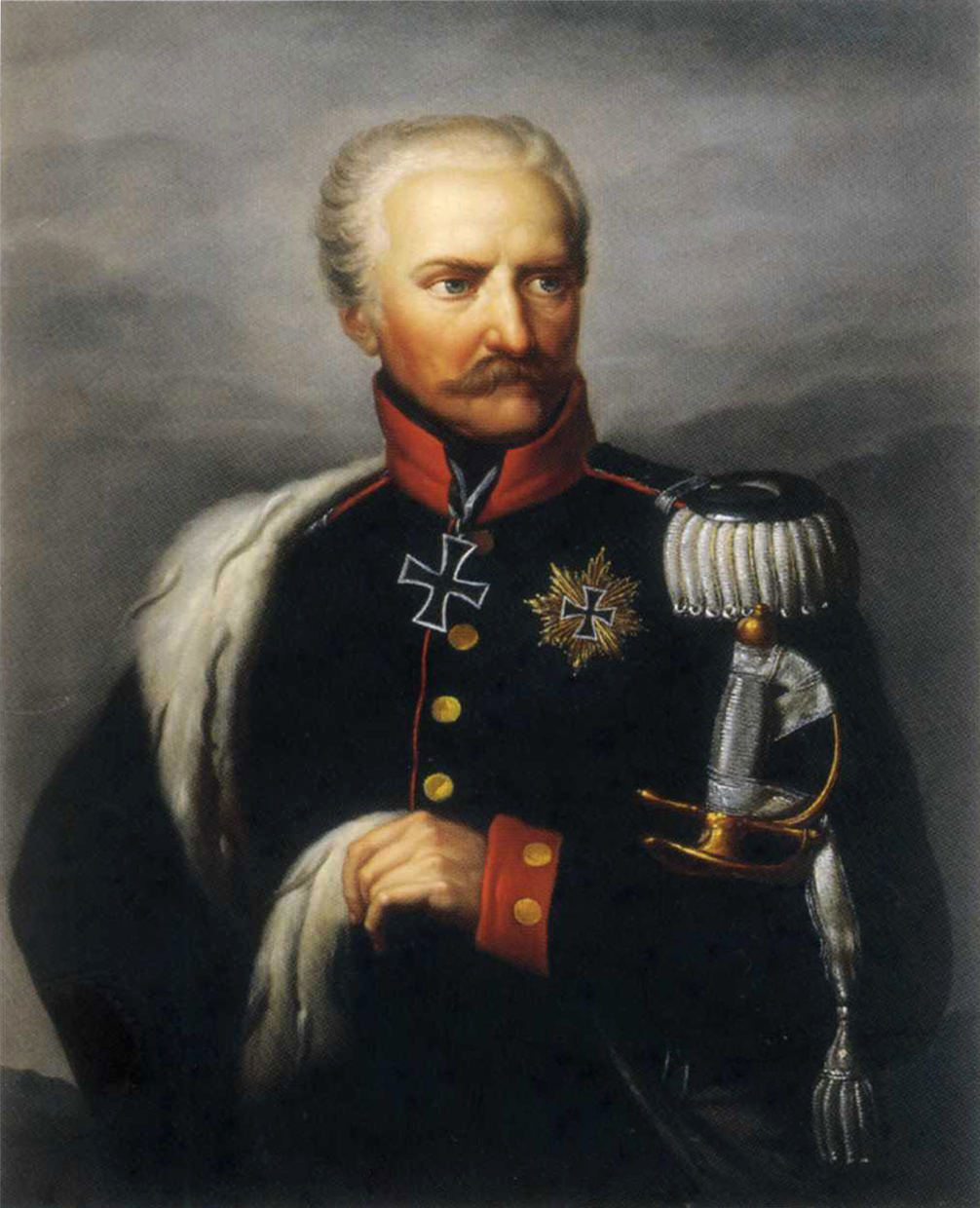
Gebhard von Blücher

Habiéndose preparado para un gran asalto a Troyes, Schwarzenberg encontró el lugar vacío de tropas francesas el 7 de febrero. Decidió dejar descansar a sus tropas durante los siguientes dos días. Mientras tanto, Napoleón reorganizó su caballería en el I Cuerpo de Caballería bajo Étienne Tardif de Pommeroux de Bordesoulle, II Cuerpo de Caballería dirigido por Antoine-Louis Decrest de Saint-Germain, V Cuerpo de Caballería comandado por Édouard Jean Baptiste Milhaud, VI Cuerpo de Caballería dirigido por François Etienne de Kellermann y una división independiente bajo Jean -Marie Defrance. El emperador francés creó un nuevo VII Cuerpo a partir de dos divisiones transferidas del frente español y puso al mariscal Nicolas Oudinot a cargo.
A fines de enero, un cuerpo francés de 10000 a 11000 hombres al mando del mariscal Jacques MacDonald se acercó desde el norte. Suponiendo que las maniobras de Schwarzenberg alejarían a Napoleón de su Ejército de Silesia, Blücher se centró en destruir el cuerpo de MacDonald. Durante la primera semana de febrero, el mariscal de campo prusiano ordenó al cuerpo de Ludwig Yorck von Wartenburg que persiguiera a MacDonald a lo largo de la carretera principal en el valle del Río Marne. Con la esperanza de atrapar al cuerpo francés, Blücher envió al cuerpo de Fabian Gottlieb von Osten-Sacken por el camino más directo a través de Montmirail y La Ferté-sous-Jouarre. Tratando de lograr dos objetivos estratégicos a la vez, el comandante del ejército prusiano se quedó atrás para permitir que el cuerpo recién llegado de Peter Mikhailovich Kaptzevich y Friedrich Graf Kleist von Nollendorf lo alcanzaran. Blücher utilizó el pequeño cuerpo de Zakhar Dmitrievich Olsufiev para unir las dos partes de su ejército.
El 8 de febrero, la caballería de Sacken alcanzó Viels-Maisons mientras que su infantería estaba al este en Montmirail. El cuerpo de Olsufiev estaba 12 millas (19 km) más al este en Étoges mientras que Blücher estableció su cuartel general otro 9 millas (14 km) al este en Vertus . Kaptzevich y Kleist estaban 16 millas (26 km) al este de su comandante del ejército en Châlons-sur-Marne. El cuerpo de Yorck estaba en el valle del Marne al menos 12 millas (19 km) al norte, separado por caminos en mal estado. El Ejército de Silesia estaba ahora repartido en un frente de 44 millas (71 km). Blucher supuso que Seslavin informaría de cualquier peligro que viniera del sur. Esa noche, cuando sus cosacos fueron expulsados de Sézanne, Sacken no se molestó en informar del incidente a Blücher. De hecho, fue el cuerpo líder de Napoleón bajo el mando del Mariscal Auguste de Marmont.

### Ofensiva francesa

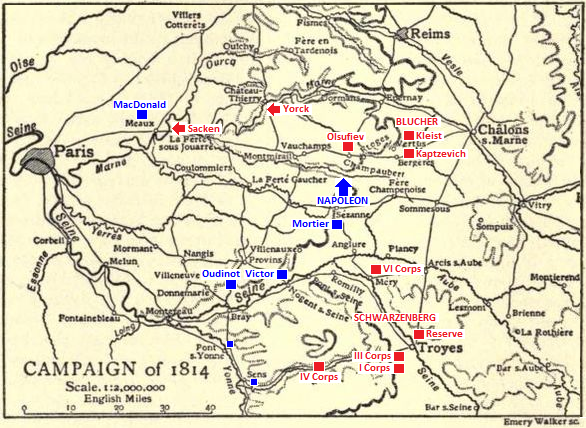
Mapa negro y amarillo de la Campaña de 1814 en 1:2,00Escala 0,000 con posiciones de tropas agregadas

Napoleón dejó 39.000 soldados para contener el Ejército de Bohemia de Schwarzenberg. Las formaciones eran el VII Cuerpo de Oudinot, el II Cuerpo (Grande Armée) del Mariscal Claude Perrin Victor, la Reserva de París de Étienne Maurice Gérard, Henri Rottembourg División de Infantería de la Guardia Joven de Milhaud, V Cuerpo de Caballería de Milhaud y unidades menores. La fuerza de ataque de Napoleón contaba con unos 20000 soldados de a pie y 10000 jinetes. Otra autoridad estuvo de acuerdo en que el ejército francés contaba con 30000 hombres y agregó que estaba apoyado por 120 cañones. El ejército estaba formado por las dos divisiones de infantería de la Guardia Joven del Mariscal Michel Ney, el VI Cuerpo de Marmont, parte de la Guardia Imperial Guardia Imperial (Napoleón I) caballería, I Cuerpo de Caballería y división de caballería de Defrance. En la retaguardia de Nogent estaba el mariscal Édouard Mortier, duque de Trévise con dos divisiones de infantería de la Vieja Guardia.
El 9 de febrero, MacDonald cruzó el Marne en La Ferté-sous-Jouarre, justo por delante de Sacken. Ese día, Kaptzevich y Kleist se encontraron con Blücher en Vertus, Olsufiev marchó hacia el oeste. a Champaubert, Sacken llegó a La Ferté-sous-Jouarre y Yorck estaba en Château-Thierry. Según Karl Freiherr von Müffling del estado mayor de Blücher, el ejército de Silesia contaba con 57.000 hombres, incluidos los 20.000 de Sacken, los 18.000 de Yorck y Kaptzevich, Olsufiev y Kleist con 19.000 combinados. La vanguardia de caballería de Marmont apareció en Talus-Saint-Prix en el río Petit Morin. Debido a que los jinetes pronto se retiraron, el jefe de personal August Neidhardt von Gneisenau de Blücher creía que no representaban ningún peligro. Cuando Schwarzenberg le pidió al mariscal de campo prusiano que apoyara su cuerpo de flanco derecho al mando de Peter Wittgenstein, Blücher ordenó a Kaptzevich y Kleist que marcharan hacia el suroeste hasta Sézanne al día siguiente. Olsufiev recibió la orden de marchar hacia el sur desde Champaubert. Esa noche, Blücher finalmente recibió la noticia de que Napoleón estaba en Sézanne. Sin embargo, Gneisenau autorizó a Sacken a continuar la persecución de MacDonald hacia el oeste.
Los soldados de Napoleón avanzaban trabajosamente por caminos llenos de lodo por los días de lluvia. Los hombres tuvieron que sufrir punzadas de hambre cuando los carros de provisiones no aparecían. La artillería atascada solo se adelantó cuando los habitantes rurales en gran número ayudaron a arrastrar las armas a través del barro. Al principio, la población francesa se había resignado a la invasión aliada, pero después de sufrir a manos de los rusos y prusianos, la gente estaba ansiosa por ayudar al ejército. El 10 de febrero , mientras Blücher acompañaba a la columna de Kaptzevich y Kleist mientras marchaba hacia Sézanne, el sonido de la artillería comenzó a retumbar siniestramente a la derecha cerca de Champaubert.

### Batalla

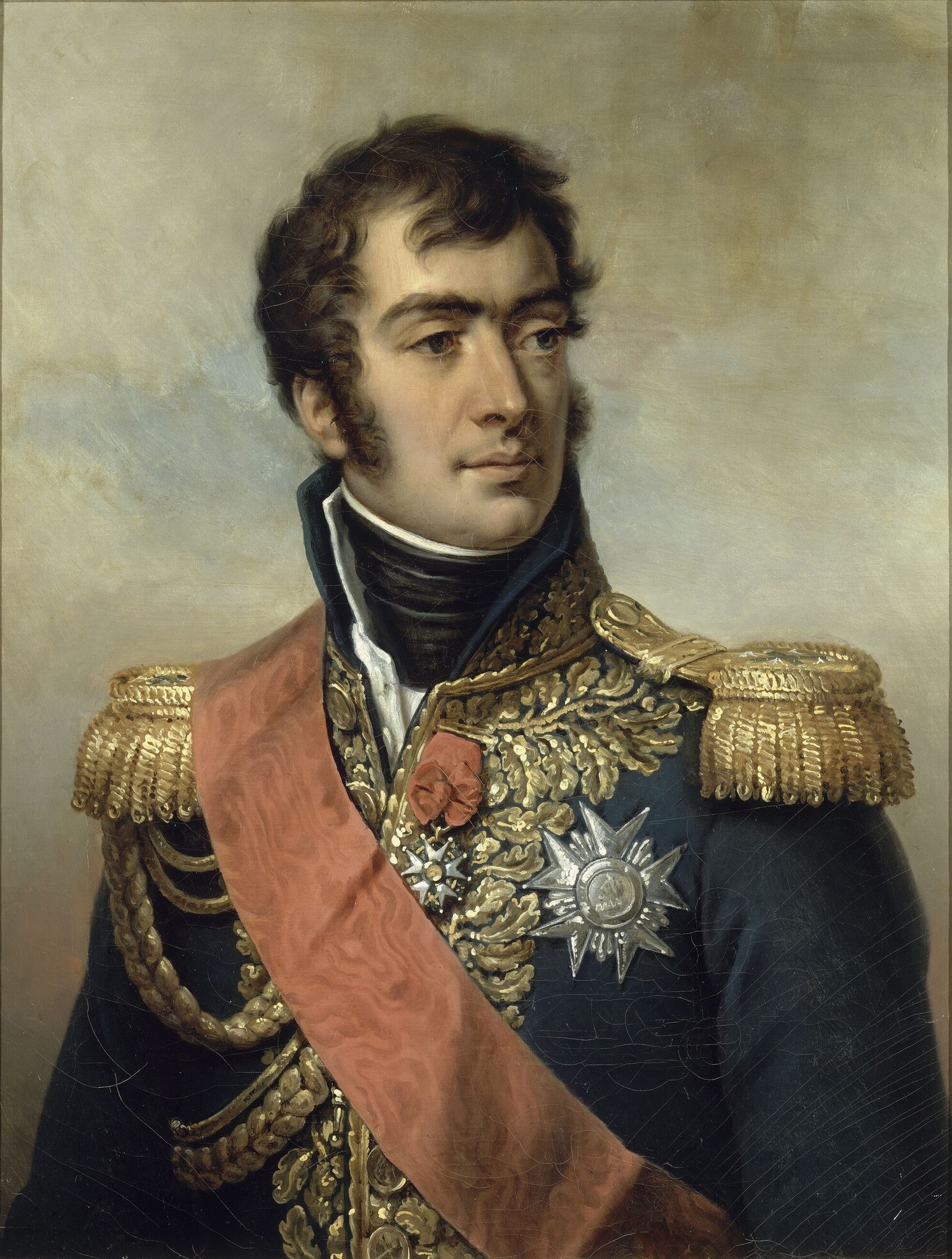
Auguste de Marmont

El 10 de febrero, Napoleón se movió contra el ejército demasiado extendido de Blücher con la esperanza de aplastarlo. Atrapó al IX Cuerpo de Olsufiev de 5.000 rusos cerca del pueblo de Baye justo al sur de Champaubert. La batalla fue una de las pocas veces durante la guerra en que Francia pudo salir al campo con una gran ventaja numérica, en este caso seis a uno. Planificación para marchar hacia el sur hasta Sézanne ese día, Olsufiev dejó intacto el puente Saint-Prix sobre el Petit Morin. También dejó el tramo sin vigilancia, por lo que la caballería de Napoleón lo tomó temprano en la mañana. Las dos divisiones del VI Cuerpo de Marmont lideraron la columna francesa. La 3.ª División de Joseph Lagrange cruzó el puente de Saint-Prix seguida por la 8.ª División de Étienne Pierre Sylvestre Ricard. Siguiendo las instrucciones de Napoleón, 100 Guard Dragoons cabalgaron hacia Bannay donde sorprendieron y capturaron a un grupo de soldados rusos.

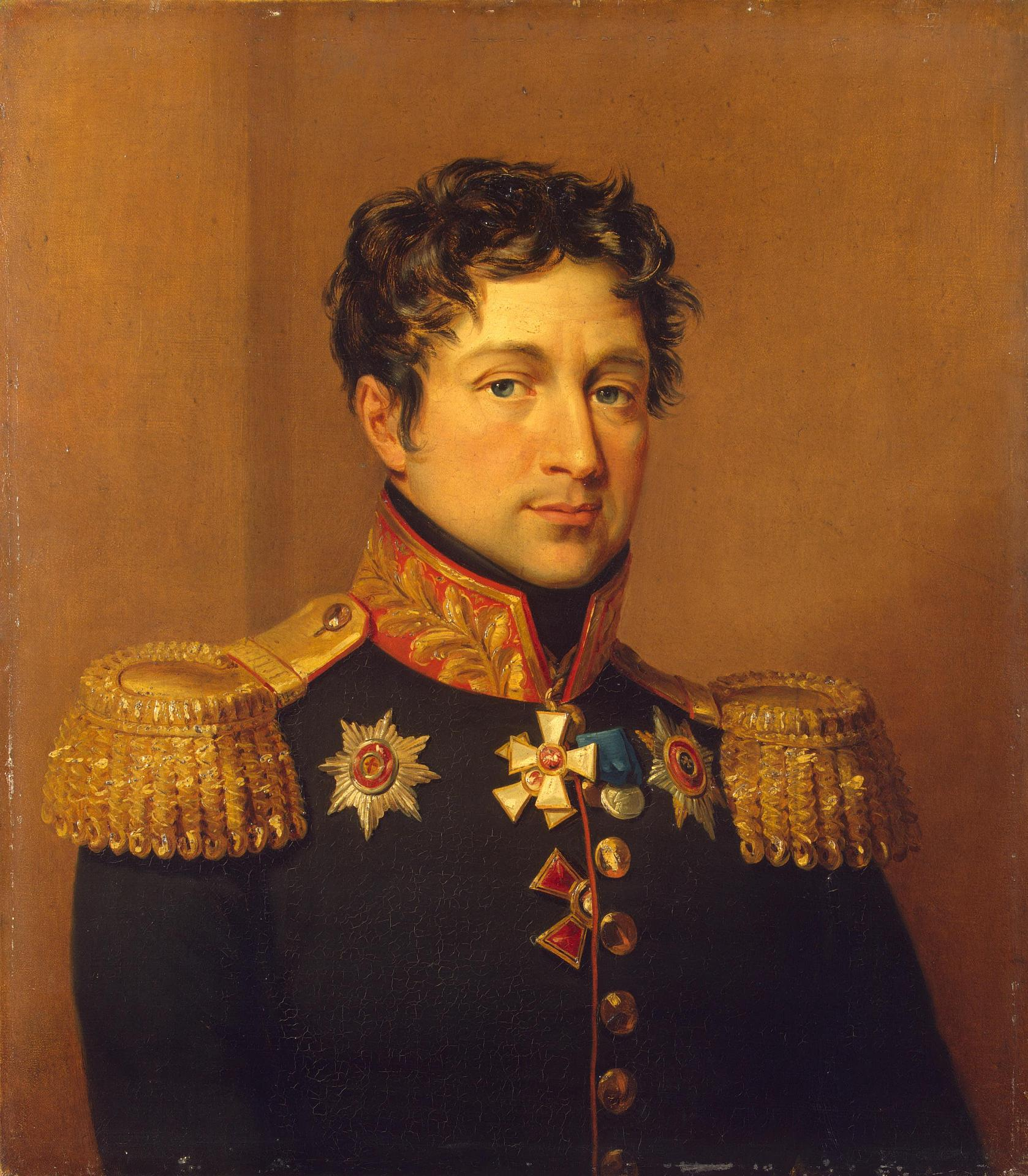
Zakhar Olsufiev

Los piquetes de Olsufiev fueron invadidos a las 10:00 a. m. y, aunque superados en número, el ruso decidió luchar en lugar de retirarse. Su decisión se basó en parte en la esperanza equivocada de recibir refuerzos. de Blücher a tiempo para evitar un desastre. La decisión correcta habría sido retirarse al este a Étoges, pero el general ruso había sido criticado por la pérdida del castillo durante la Batalla de Brienne el 29 de enero. También fue culpado por el mal manejo de sus tropas en La Rothière y Sacken quería que lo llevaran ante una corte marcial. Dadas las circunstancias, Olsufiev optó por luchar en para limpiar su nombre. Sin embargo, envió mensajeros al comandante del ejército prusiano para decirle a su superior lo que estaba ocurriendo. En el evento, Blücher hizo a un lado a los mensajeros de Olsufiev e insistió en que Napoleón no estaba en la escena y que los atacantes no eran más de 2000 partisanos franceses.
La división de Lagrange se inclinó hacia la izquierda hacia Bannay, dirigida por el 2º Regimiento de Infantería Ligera y un batallón de infantería de marina, mientras que la división de Ricard marchó directamente hacia Baye. Olsufiev envió a Evstafi Evstafievich Udom con dos infantería jäger batallones para despejar a los escaramuzadores franceses de Baye. A medida que aumentaba la presión francesa, Udom se reforzó de modo que tenía los Regimientos Jäger 10, 12, 22 y 38 y seis cañones. Alrededor de las 11:00 a. m., Ricard hizo retroceder a las tropas de Udom hacia Baye y los bosques cercanos. Olsufiev envió una brigada y seis cañones para mantener el flanco derecho mientras la mayor parte de su cuerpo se desplegaba entre Baye y Bannay. Los franceses pusieron en acción 12 cañones a medida que más y más soldados pasaban el puente y llegaban al campo. La brigada de Pierre Pelleport lideró la división de Lagrange cuando asaltó Bannay. A la 1:00 p. m., Olsufiev aún se mantenía en su posición de avanzada. A esa hora, el comandante ruso celebró un consejo de guerra en el que sus generales votaron por una retirada a Étoges. Olsufiev se negó, diciendo que tenía órdenes específicas de retener a Champaubert.

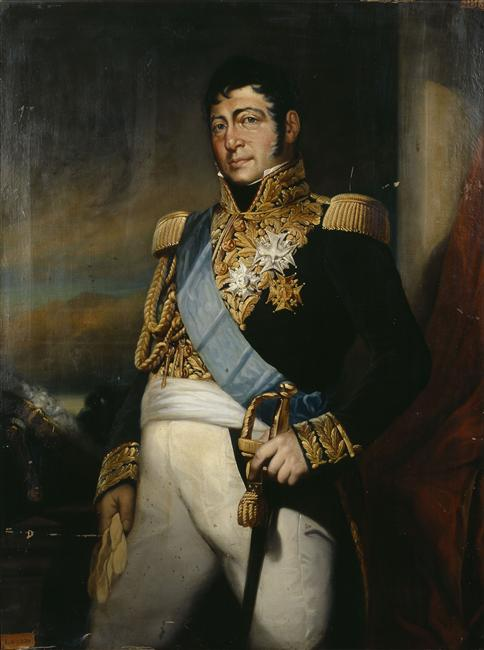
Étienne de Bordesoulle

Al ver que un pequeño bosque era la clave de la posición, Marmont organizó un ataque general. Envió al 113.º de Infantería de Línea hacia adelante desplegado en orden de escaramuza. Asistida por una batería de artillería a caballo del I Cuerpo de Caballería y un escuadrón de lanceros al mando de Cyrille-Simon Picquet, la división de Ricard capturó Baye. Lagrange atacó entre Baye y Bannay. Las divisiones de Ney comenzaron a llegar y sus armas golpearon a Bannay. La caballería de Bordesoulle a la derecha y la de Jean-Pierre Doumerc a la izquierda comenzaron a rodear los flancos rusos. El 7.º Batallón del 4.º de Infantería Ligera fueron los primeros Tropas francesas para ocupar Baye mientras que la brigada de Pelleport tomó Bannay. Olsufiev retrocedió y estableció una nueva línea en Andecy Farm. Cuando la caballería francesa comenzó a envolver ambos flancos, la rusa se retiró nuevamente hacia Champaubert.

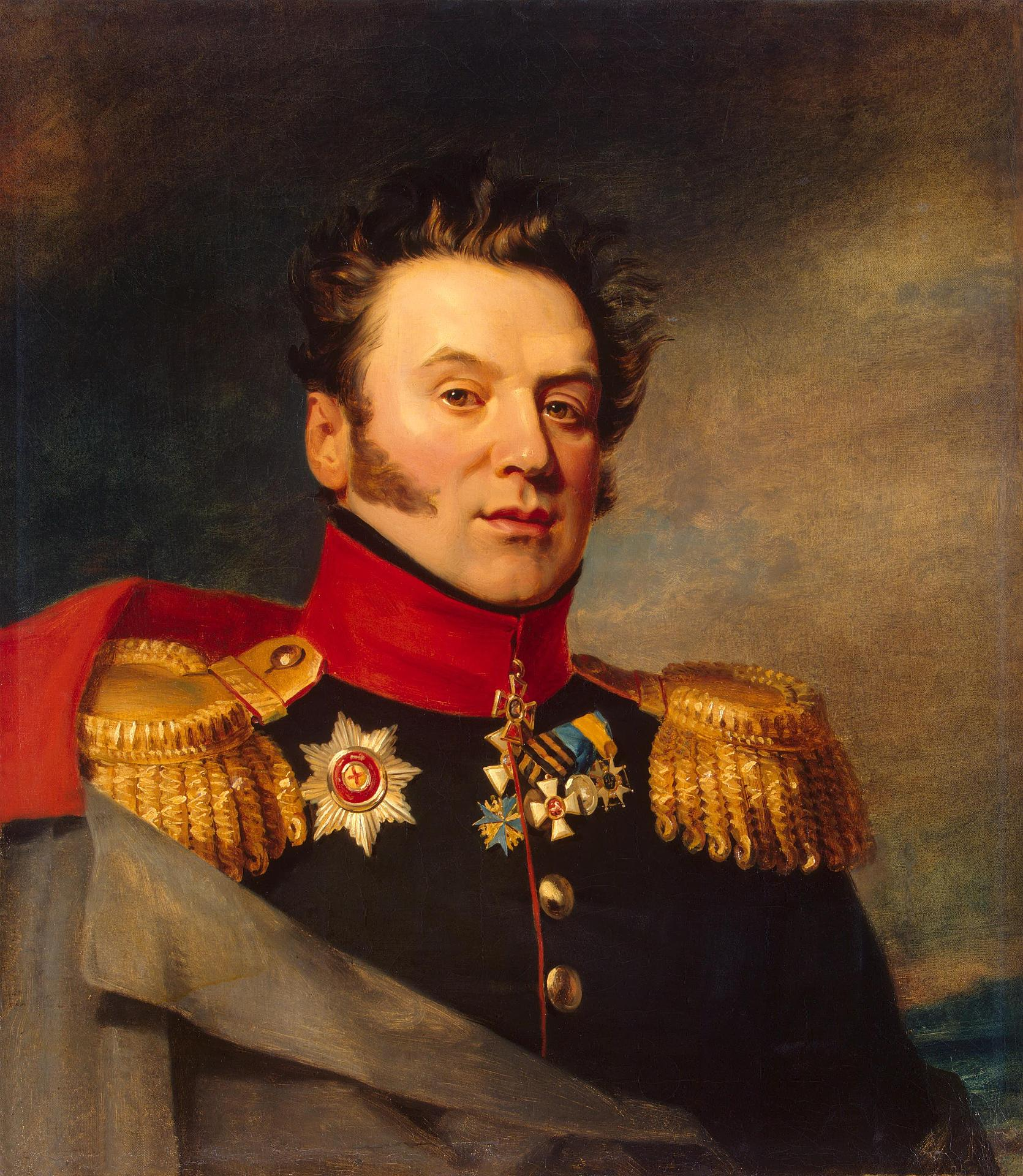
Konstantin Poltoratsky

Dado que el terreno favorecía a los franceses en el flanco oeste, Lagrange lanzó un ataque por ese lado. Sin el apoyo de artillería adecuado, la infantería francesa fue detenida y rechazada por el fuego concentrado de 24 cañones rusos. Numerosas piezas de campo de la Guardia Francesa, ralentizadas por el barro, pronto aparecieron y proporcionaron un punto de reunión para los hombres de Lagrange. Después de tomar un desvío, los jinetes de Doumerc aparecieron en Fromentières en la carretera al oeste de Champaubert. Cuando Olsufiev recibió informes de que la carretera al este de Châlons también estaba bloqueada, resolvió abrirse camino en esa dirección. El comandante ruso dirigió al Príncipe Konstantin Poltoratsky con los Regimientos de Infantería de Apsheron y Nacheburg y nueve cañones para mantener a Champaubert, mientras atacaba al este hacia Étoges con la mayor parte de sus tropas. El intento de fuga de Olsufiev falló.
Con su artillería apostada en el cruce de Champaubert, la brigada de Poltoratsky ahuyentó varias cargas de caballería. En una feroz lucha con la bayoneta, los soldados de Ricard capturaron el pueblo, lo perdieron en un contraataque y luego se abrieron paso a garras hacia unas pocas casas. Después de no poder abrirse camino hacia el este, alrededor de las 3:00 p. m. Poltoratsky comenzó una retirada de combate hacia el norte con sus hombres en formación cuadrada. Dirigiéndose al pueblo de La Caure, sus soldados mantuvieron a los franceses atrás con andanadas regulares. Alrededor de 2 millas (3,2 km) al norte de Champaubert, comenzaron a quedarse sin municiones y sus filas comenzaron a mostrar inestabilidad. Los franceses exigieron que Poltoratsky capitulara y cuando se negó, trajeron una batería de artillería a caballo y comenzaron a disparar a sus tropas con disparos. En lugar de ser un posible refugio, los bosques cercanos resultaron estar llenos de escaramuzadores franceses. Con sus hombres siendo segados por metralla y acribillados por fusilería, Poltoratsky finalmente accedió a entregar sus dos regimientos y cañones.
Después de no poder abrirse camino hacia Étoges, el cuerpo principal de Olsufiev viró hacia el norte en un intento de escapar. Cerca de La Caure, mientras maniobraba para entrar en un bosque pantanoso, dejó al descubierto uno de sus flancos. Al ver el error táctico, Marmont ordenó que cargara una brigada de coraceros de Bordesoulle. Los soldados de caballería pesada chocaron contra la formación rusa, cortándola en dos partes. Los soldados de a pie rusos fueron derrotados por completo, algunos de ellos tiraron sus mosquetes y mochilas mientras se dispersaban por el bosque. Marmont ordenó bloquear las salidas y muchos rusos fueron capturados. Udom y su compañero comandante de división Peter Yakovlevich Kornilov lograron salirse con la suya con 1.500-2.000 hombres. Esa noche llegaron a Port-à-Binson en el Marne después de cruzar el país. Un recluta francés de 19 años con menos más de seis meses de servicio hicieron prisionero a Olsufiev.

## Consecuencias

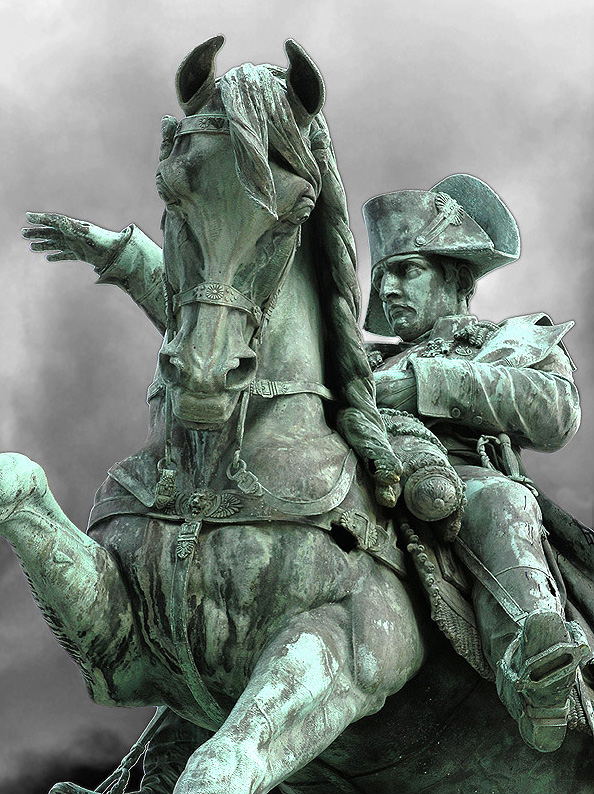
Foto de una estatua de Napoleón a caballo.

Según Digby Smith, los franceses perdieron 600 muertos y heridos de los 13.300 de infantería y 1.700 de caballería que participaron en la acción. Los rusos perdieron 2.400 hombres y nueve cañones de los 3.700 soldados y 24 cañones que estaban presentes. Fueron capturados General-Leutnant Olsufiev y General-major Prince Konstantin Poltoratsky. Francis Loraine Petre acreditó a Olsufiev con 4.000 infantería y 24 cañones de los cuales escaparon entre 1600 y 1700 hombres y 15 cañones. capturados incluidos tres generales y 21 cañones, con 1.900 soldados escapando. Las pérdidas francesas se estimaron entre 200 y 600. David G. Chandler declaró que las pérdidas francesas fueron solo de unos 200 hombres y que solo 1000 de los 5000 rusos escaparon de la muerte o captura. Kornilov asumió el mando del resto del IX Cuerpo. Sus aproximadamente 1500 supervivientes se agruparon en tres o cuatro batallones temporales . Este desafortunado equipo sufrió 600 bajas más y perdió todos sus cañones en la Batalla de Vauchamps el 14 de febrero.
Cuando Blücher se enteró del desastre de Olsufiev, ordenó a Kaptzevich y Kleist que dieran la vuelta y realizaran una marcha nocturna de regreso a Vertus. Sacken, que había marchado hacia el oeste hasta Trilport, recibió la orden de regresar a Montmirail. Se le pidió a Yorck que se encontrara con Sacken cerca de Montmirail mientras mantenía abierta una ruta de escape sobre el Marne en Château-Thierry. Después de la batalla, Napoleón se encontró de lleno en medio del ejército de Silesia sobreextendido. Si avanzaba hacia el este, simplemente haría retroceder al cuerpo de Kaptzevich y Kleist. Un movimiento hacia el oeste tenía la posibilidad de atrapar y destruir las fuerzas bajo el mando de Sacken y Yorck, por lo que giró hacia el oeste. Napoleón ordenó a Marmont con la división de Lagrange y el I Cuerpo de Caballería que mantuviera Étoges y mantuviera a Blücher bajo observación. A las 7:00 p. m. el emperador dirigió Étienne Marie Antoine Champion de Nansouty con dos divisiones de caballería para ocupar Montmirail. Se les uniría allí por la mañana la división de Ricard y las divisiones de Ney y Mortier. La Batalla de Montmirail se libró al día siguiente contra Sacken y Yorck.